# Andrés Peñate
Andrés Mauricio Peñate Giraldo es un economista colombiano. Fue director del Departamento Administrativo de Seguridad (DAS) desde noviembre de 2005 hasta agosto de 2007. Peñate llegó a esta posición en reemplazo del cuestionado Jorge Noguera Cotes, luego de que el DAS entrara en la crisis que llevaría a su desaparición. Durante su gestión, adelantó un intento de restructuración de la entidad para supuestamente recuperar la confianza pública en la misma, fracasando en el intento, ya que la entidad terminó por liquidarse debido a numerosos escándalos protagonizados por su antecesor Jorge Noguera Cotes y su sucesora María del Pilar Hurtado, durante el gobierno de Álvaro Uribe.

## Biografía
Peñate obtuvo su título en economía en la Universidad de los Andes y tiene una maestría (M Phil) en Estudios Latinoamericanos del St. Antony´s College de la Universidad de Oxford. Reconocido como un líder dinámico, gerente de proyectos y comunicador efectivo en tendencias políticas y económicas globales y en temas de defensa y seguridad.
Durante el gobierno del Presidente César Gaviria fue analista e investigador económico para la Presidencia en temas relacionados con las finanzas de grupos guerrilleros, tendencias en violencia política y seguridad. Entre octubre de 1997 y febrero de 2003, fue asesor en asuntos internacionales y en temas políticos para la British Petroleum Company (BP) en las sedes de Colombia, Venezuela, Inglaterra, China y los Estados Unidos. 
Andrés Peñate fue viceministro de Defensa durante la primera administración del presidente Álvaro Uribe Vélez, encargándose de proyectos claves para la Política de Seguridad Democrática en asuntos políticos, seguridad de carreteras, desmovilización y desarme, inteligencia del sector defensa y la agenda internacional del Ministerio de Defensa Nacional. 
Actualmente, Peñate es el vicepresidente de Asuntos Corporativos de SAB Miller Latinoamérica, la segunda compañía cervecera más grande del mundo. Antes de ocupar el cargo actual, se desempeñó como Director de Desarrollo Sostenible de Bavaria, filial colombiana de SAB Miller. En esa posición estuvo a cargo de diseñar y ejecutar las agendas sociales y ambientales de la empresa en Colombia.